# Meteor (Stettin)
Meteor is een historisch motorfietsmerk. De firmanaam was Motorenwerk Meteor, Hugo & Paul Nimitz, Stettin.
Meteor was een Duits merk dat in 1925 en 1926 een eenvoudige motorfiets met 185cc-zijklepmotor leverde.
Voor andere merken met deze naam, zie Meteor (Hannover) en Meteor (Praag).